# Нептунат(V) лития
Нептунат(V) лития — неорганическое соединение,
комплексный оксид нептуния и лития
с формулой Li3NpO4,
кристаллы.

## Получение
- Разложение при нагревании до 900-1000°С нептуната(VI) гексалития.

## Физические свойства
Нептунат(V) лития образует кристаллы
тетрагональной сингонии,

параметры ячейки a = 0,4485 нм, c = 0,8390 нм, Z = 2.